# Chlibodariwka
Chlibodariwka (ukrainisch Хлібодарівка; russisch Хлебодаровка Chlebodarowka) ist ein Dorf im Westen der ukrainischen Oblast Donezk mit etwa 1000 Einwohnern.

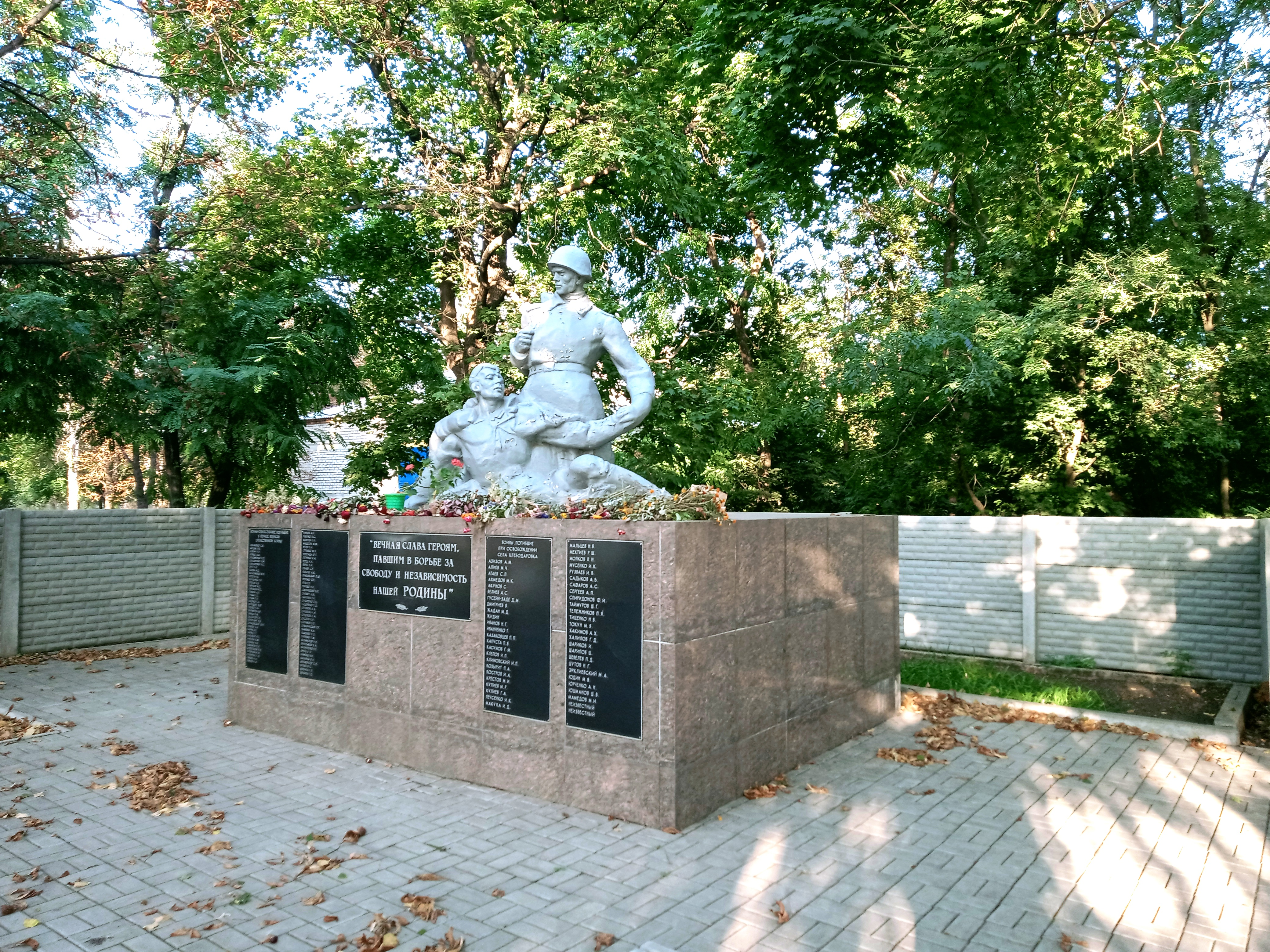
Denkmal im Ort

Die Ortschaft liegt an der Bahnstrecke Fedoriwka–Wolnowacha, das Rajonzentrum Wolnowacha befindet sich 15 km nordöstlich und das Oblastzentrum Donezk 66 km nordöstlich des Ortes.
Das Dorf wurde 1858 von jüdischen Siedlern als landwirtschaftliche Kolonie №17 gegründet, die ersten Bewohner kamen aus dem Gouvernement Witebsk. Bis zum 14. September 2011 war der Ort eine Ansiedlung, seither hat er den Status eines Dorfes.

## Verwaltungsgliederung
Am 12. Juni 2020 wurde das Dorf zum Zentrum der neugegründeten Landgemeinde Chlibodariwka (Старомлинівська сільська громада/Staromlyniwska silska hromada). Zu dieser zählen auch die 25 in der untenstehenden Tabelle aufgelisteten Dörfer sowie die Ansiedlung Satschatiwka, bis dahin bildete es die gleichnamige Landratsgemeinde Chlibodariwka (Старомлинівська сільська рада/Staromlyniwska silska rada) im Süden des Rajons Wolnowacha.
Folgende Orte sind neben dem Hauptort Chlibodariwka Teil der Gemeinde:
| Name                     | Name           | Name                             |
| ukrainisch transkribiert | ukrainisch     | russisch                         |
| ------------------------ | -------------- | -------------------------------- |
| Anadol                   | Анадоль        | Анадоль                          |
| Dianiwka                 | Діанівка       | Диановка (Dianowka)              |
| Holubynzke               | Голубицьке     | Голубицкое (Golubinzkoje)        |
| Kalynowe                 | Калинове       | Калиново (Kalinowo)              |
| Kropywnyzke              | Кропивницьке   | Кропивницкое (Kropiwnizkoje)     |
| Lasariwka                | Лазарівка      | Лазаревка (Lasarewka)            |
| Lidyne                   | Лідине         | Лидино (Lidino)                  |
| Malyniwka                | Малинівка      | Малиновка (Malinowka)            |
| Nowomykolajiwka          | Новомиколаївка | Новониколаевка (Nowonikolajewka) |
| Nowooleksijiwka          | Новоолексіївка | Новоалексеевка (Nowoalexejewka)  |
| Peredowe                 | Передове       | Передовое (Peredowoje)           |
| Petriwka                 | Петрівка       | Петровка (Petrowka)              |
| Polkowe                  | Полкове        | Полковое (Polkowoje)             |
| Prywilne                 | Привільне      | Привольное (Priwolnoje)          |
| Riwnopil                 | Рівнопіль      | Ровнополь (Rownopol)             |
| Satschatiwka             | Зачатівка      | Зачатовка (Satschatowka)         |
| Satschatiwka             | Зачатівка      | Зачатовка (Satschatowka)         |
| Satyschne                | Затишне        | Затишное (Satischnoje)           |
| Schewtschenko            | Шевченко       | Шевченко                         |
| Slatoustiwka             | Златоустівка   | Златоустовка (Slatoustowka)      |
| Snameniwka               | Знаменівка     | Знаменовка (Snamenowka)          |
| Sonjatschne              | Сонячне        | Солнечное (Solnetschnoje)        |
| Stepne                   | Степне         | Степное (Stepnoje)               |
| Stritenka                | Стрітенка      | Стретенка (Stretenka)            |
| Wessele                  | Веселе         | Весёлое (Wessjoloje)             |
| Wilne                    | Вільне         | Вольное (Wolnoje)                |